# Gérard Meylan
Gérard Meylan (Marseille, 14 december 1952) is een Frans acteur.

## Leven en werk

### Afkomst
Meylan werd geboren in een arbeiderswijk in L'Estaque. Als hij zes jaar was leerde hij Robert Guédiguian kennen die ook in L'Estaque woonde. Samen groeiden ze op en werden de beste vrienden. In 1972 werd hij nachtverpleger voor de APM (Assistance publique de Marseille) wat hij tot op heden bleef.

### De clan Guédiguian
In 1980 vroeg Guédiguian hem de hoofdrol te vertolken in Dernier Été, zijn eerste langspeelfilm. Als tegenspeelster had hij Ariane Ascaride, de vrouw van Guédiguian. Het drama had de sociaal-economische neergang van L'Estaque als achtergrond. De film betekende het begin van een lange, praktisch exclusieve samenwerking tussen Meylan en het koppel Guédiguian - Ascaride. Dit onafscheidelijk trio werd vanaf Guédiguian's derde film, Ki lo sa ? (1985), vervolledigd door de komst van Jean-Pierre Darroussin. De Provençaalse tongval van Meylan hielp mee kleur geven aan de sociaal getinte films van Guédiguian die zich meestal afspelen in Marseille. Hij speelde er dikwijls ietwat gekwelde en gedesillusioneerde personages.

### Doorbraak met de clan Guédiguian
In 1997 werd hij plotseling bekend bij een ruimer publiek dankzij het internationaal succes van de komedie Marius et Jeannette. De prent schetste op een komisch-ontroerende manier de ontmoeting tussen Marius, een bewaker van een verlaten en te slopen cementfabriek en Jeannette (Ariane Ascaride), een kassierster en alleenstaande moeder met twee kinderen. Andere memorabele vertolkingen in het Marseille-universum van Guédiguian volgden elkaar op : barman, zowel in À la vie, à la mort ! (1995) als in het sombere noodlotsdrama La ville est tranquille (2000), passievol minnaar in Marie-Jo et ses deux amours (2001), vakbondsman in Les Neiges du Kilimandjaro (2011), restauranthouder in La Villa (2017) die samen met zijn broer in de buurt van de calanques geconfronteerd wordt met de vluchtelingenproblematiek en zich over drie Afrikaanse kinderen ontfermt.

### Andere filmregisseurs
Enkele keren verleende Meylan zijn medewerking aan andere filmregisseurs. Zo deed René Allio een beroep op zijn talent in twee van zijn latere films. Ook zijn stadsgenoot Jean-Henri Roger kreeg hem voor de camera in zijn twee laatste films. In de thriller Rapt (2009), een drama geïnspireerd op de ontvoering van de Belgische baron Empain, speelde hij le Marseillais. Ook in de politiefilm Mains armées (2012) werd hij opnieuw gecast op basis van zijn Marseillaanse achtergrond, deze keer als politie-informant.

## Filmografie
- 1980 - Dernier Été (Robert Guédiguian)
- 1984 - Le Matelot 512 (René Allio)
- 1985 - Rouge Midi (Robert Guédiguian)
- 1985 - Ki lo sa ? (Robert Guédiguian)
- 1989 - Dieu vomit les tièdes (Robert Guédiguian)
- 1991 - Transit (René Allio)
- 1993 - L'argent fait le bonheur (Robert Guédiguian)
- 1995 - À la vie, à la mort ! (Robert Guédiguian)
- 1996 - Nénette et Boni (Claire Denis)
- 1997 - Marius et Jeannette (Robert Guédiguian)
- 1998 - À la place du cœur (Robert Guédiguian)
- 2000 - À l'attaque ! (Robert Guédiguian)
- 2000 - La ville est tranquille (Robert Guédiguian)
- 2001 - Marie-Jo et ses deux amours (Robert Guédiguian)
- 2002 - Lulu (Jean-Henri Roger)
- 2003 - Variété française (Frédéric Videau)
- 2003 - Un petit service (Antoine Péréniguez) (korte film)
- 2003 - La petite feuille (Luc Deschamps) (korte film)
- 2004 - Mon père est ingénieur (Robert Guédiguian)
- 2005 - Code 68 (Jean-Henri Roger)
- 2005 - Alex (José Alcala)
- 2006 - Le Voyage en Arménie (Robert Guédiguian)
- 2008 - Lady Jane (Robert Guédiguian)
- 2009 - L'Armée du crime (Robert Guédiguian)
- 2009 - Suite noire - seizoen 1, vierde aflevering Le débarcadère des anges (Brigitte Roüan)
- 2009 - Rapt (Lucas Belvaux)
- 2010 - Le Thanato (Frédéric Cerulli)
- 2011 - Les Neiges du Kilimandjaro (Robert Guédiguian)
- 2012 - Yann Piat, chronique d'un assassinat (Antoine de Caunes) (televisiefilm)
- 2012 - Mains armées (Pierre Jolivet)
- 2014 - Au fil d'Ariane (Robert Guédiguian)
- 2014 - La French (Cédric Jimenez)
- 2016 - Cézanne et moi (Danièle Thompson)
- 2017 - La Villa (Robert Guédiguian)
- 2019 - Gloria Mundi (Robert Guédiguian)

- Bibsys: 99003729
- Bibliothèque nationale de France: cb140405912 (data)
- Gemeinsame Normdatei: 17334979X
- International Standard Name Identifier: 0000 0001 3004 5427
- Library of Congress Control Number: no2002001271
- Nationale Bibliotheek van Israël: 987007457675305171
- Nederlandse Thesaurus van Auteursnamen: 229652646
- Système universitaire de documentation: 059942630
- Virtual International Authority File: 56272380
- WorldCat: E39PBJcGmFk4bkR9GPCKrJVgrq